# Cigeľka
Cigeľka (précédemment Cigelka), en ruthène Цигелка, est un village du district de Bardejov, en Slovaquie orientale. La population est composée de Slovaques, Ruthènes et Roms. Il est situé dans la vallée du ruisseau Oľchovec sous de la montagne Busov (altitude: 1002 mètres), près de la frontière slovaquo-polonaise. On y trouve une église catholique byzantine dédiée aux saints Côme et Damien de 1816, relevant de l'Église grecque-catholique ruthène, dans laquelle Pavol-Peter Gojdič, futur évêque de Prešov, a tenu sa première messe.

## Histoire
La première mention écrite du village date de 1414 : la région appartenait alors au Royaume de Hongrie, dans le comté de Sáros. Au XIXe siècle, le village a été touché par l'émigration vers l'Amérique du Nord pour des raisons économiques. En 1918 la région est devenue tchécoslovaque. En 1945 arrive l'Armée rouge soviétique et en 1947, la population ruthène, à l'instigation des autorités soviétiques, se déclare ukrainienne (en particulier le village Chomat, le nom actuel Zelenyj Haj – Зелений Гай) ; à l'aube du XXIe siècle, la majorité redevient slovaque.
Le village dispose d'un mémorial pour les victimes de la Seconde Guerre mondiale de Cigeľka : sept jeunes garçons slovaques ont été envoyés pour combattre contre l'Armée rouge dans les rangs des troupes slovaques et ont trouvé la mort, 17 juifs et un nombre indéterminé de roms sont morts après avoir été déportés par les nazis. Le Mémorial a été inauguré en octobre 1989. Son auteur est le peintre Nicolas Lovacký.

## Démographie

### Évolution de la population
| Année:               | 1994. | 2004.    | 2014.    | 2024.    |
| -------------------- | ----- | -------- | -------- | -------- |
| Nombre de personnes: | 360   | 466      | 556      | 620      |
| Différence:          |       | +29,44 % | +19,31 % | +11,51 % |

| Année:               | 2023. | 2024.   |
| -------------------- | ----- | ------- |
| Nombre de personnes: | 611   | 620     |
| Différence:          |       | +1,47 % |

## Eau minérale
Cigeľka est également le nom d'une eau minérale. Durant la première république tchécoslovaque, on y trouvait des sources d'eau minérales et thermales. L'almanach thermal de la République tchécoslovaque de 1949 note que l'eau de Cigeľka est recommandée pour le traitement des maladies gastriques, les maladies des voies respiratoires supérieures, le cœur et les vaisseaux sanguins, et les maladies de la peau. À l'heure actuelle, le village n'a pas de statut de station thermale.

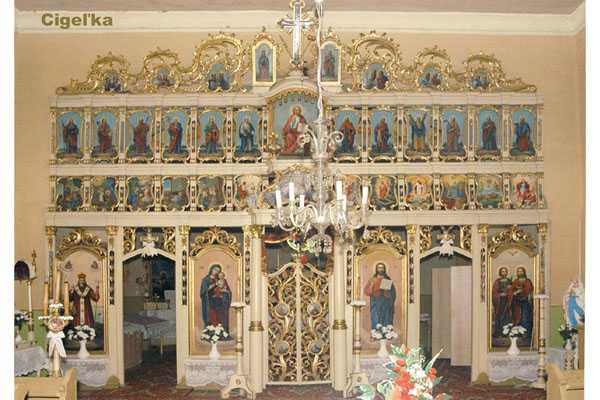
Iconostase de l'église Saint-Côme-et-Saint-Damien à Cigeľka.
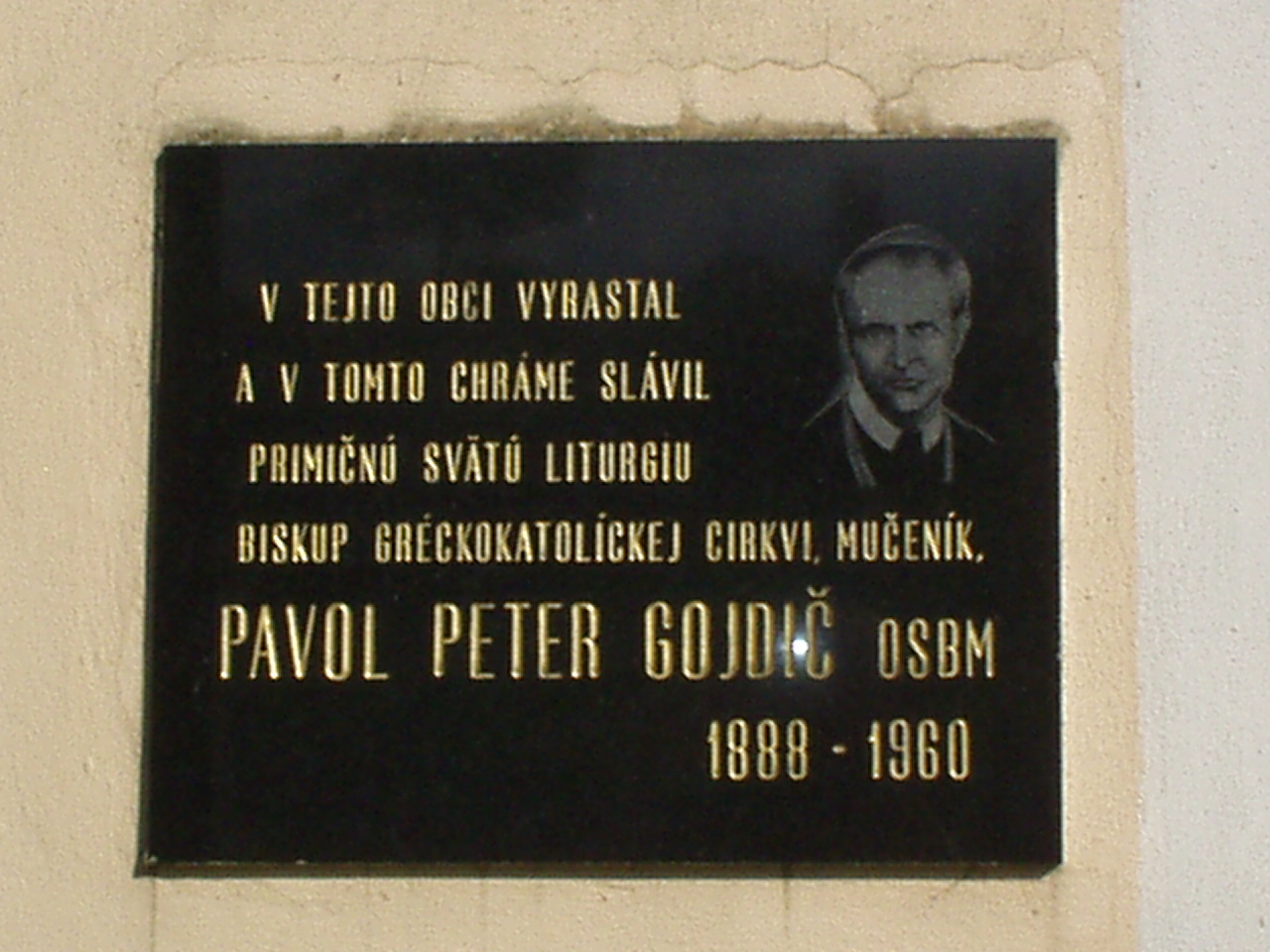
Plaque commémorative sur le mur de l'église Saint-Côme-et-Saint-Damien à Cigeľka.
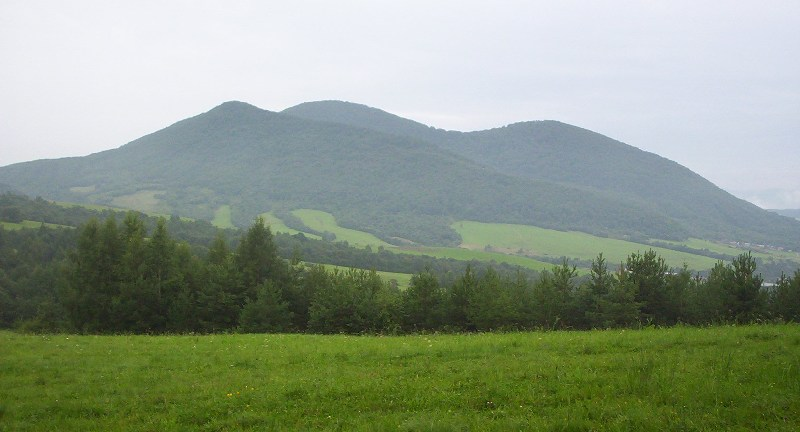
La montagne Busov, dominant Cigeľka.